# Église protestante de Roppenheim
L'église protestante de Roppenheim est un monument historique situé à Roppenheim, dans le département français du Bas-Rhin.

## Localisation
Ce bâtiment est situé à Roppenheim.

## Historique
L'édifice fait l'objet d'une inscription au titre des monuments historiques depuis 1984.

## Architecture

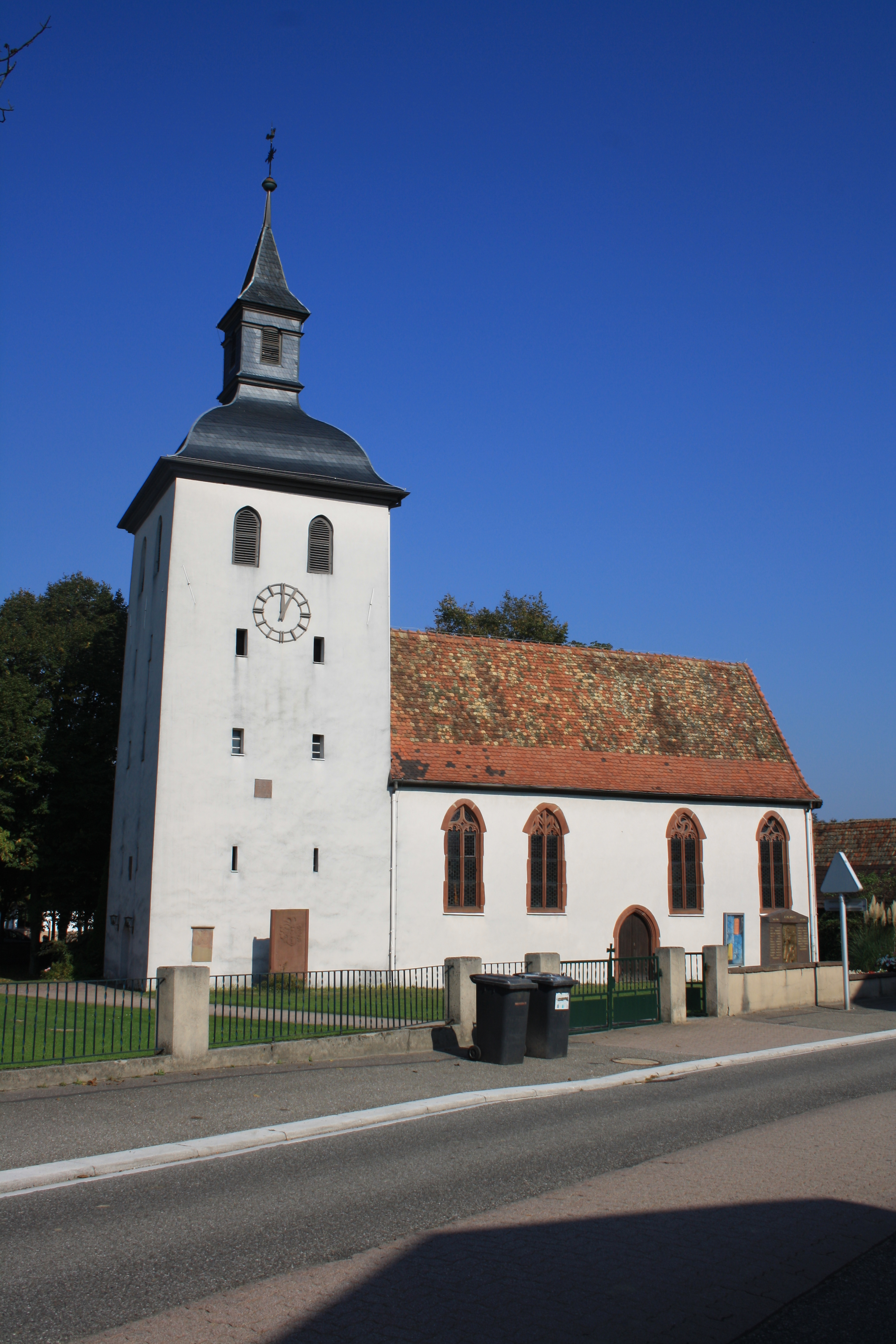
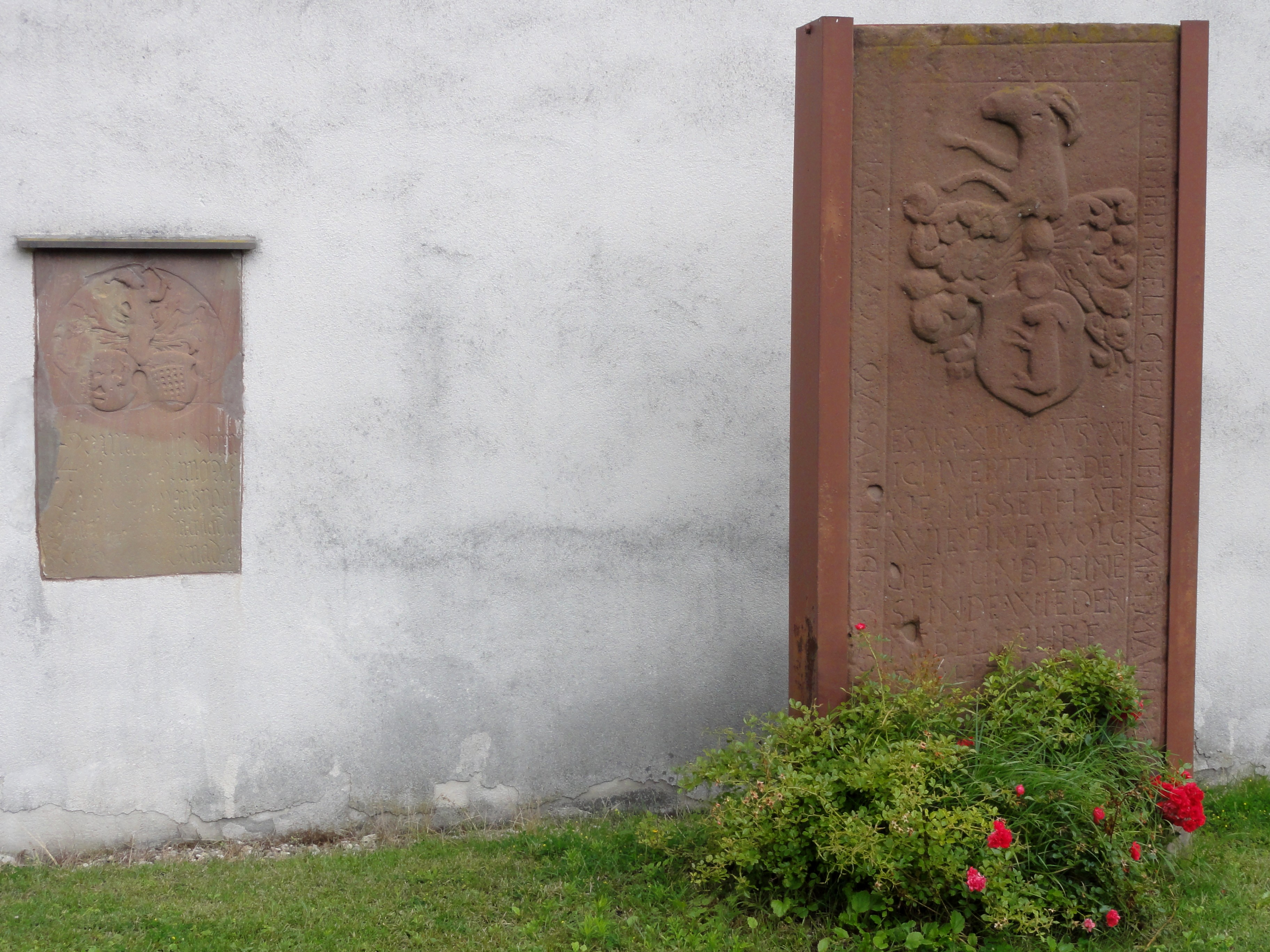